# Dionysos
Thần Dionysus hay Dionysus là vị thần Hy Lạp của rượu nho, rượu vang, rượu mạnh, đua ngựa, nhạc kịch, điệu nhảy, niềm vui. Dionysis còn là thần của sự hoang dã, điền nhân và tôn giáo của Hy Lạp và La Mã.
Thần Dionysus là con của nữ thần Semele (nữ thần của cây lúa và nông nghiệp) và Zeus. Dionysus còn có tên gọi khác như Zagreus, Eleuthereus, Liber (tiếng La Mã) và Bacchus (tiếng Latin).

## Tiểu sử
Dionysis là một vị thần lâu đời của Hy Lạp, từ thế kỉ XVI TCN là chúng ta đã nói về người này. Dionysus cũng được đề cập trong Iliad của Homer. Vị thần này là một nhân vật rất quan trọng trong thần thoại Hy Lạp.
Thần Dionysus được đề cập ở khắp nơi trên Hy Lạp: trên đồng bằng, hải dương, đồng cỏ hay còn có cả rượu nho, rượu vang, rượu mạnh. Dionysus là một vị thần có nhiều ảnh hưởng.
Tiếp nối các vị thần Hy Lạp tiền nhiệm, Dionysos cũng được tôn vinh như một vị thần quan trọng. Tại Hy Lạp, Dionysus được tôn vinh dưới nhiều hình thức khác nhau. Dionysos là vị thần của rượu vang, rượu nho, điếu nhạc, điệu nhảy, niềm vui, tàn bạo, điền nhân, hoang dã và tôn giáo Hy Lạp.

## Thờ cúng
Thần Dionysos được tôn vinh trong cả Hy Lạp và La Mã tiền đạo. tại Hy Lạp, Dionysus được tôn vinh trong các đền thờ, trong ngày hội điền nhân, trong các festival. Tại La Mã tiền đạo, Dionysos được tôn vinh với danh xưng Liber, với các festival có tên là Liberalia và Liber Pater (Liber Pater là tên của một vị thần La Mã tiền đạo, đây là tên khác của Dionysos).
1. ↑  Another variant, from the Spanish royal collection, is at the Museo del Prado, Madrid: illustration.
2. ↑  Hedreen, Guy Michael. Silens in Attic Black-figure Vase-painting: Myth and Performance. University of Michigan Press. 1992. ISBN 9780472102952. p. 1
3. ↑  James, Edwin Oliver. The Tree of Life: An Archaeological Study. Brill Publications. 1966. p. 234. ISBN 9789004016125